# Jaroslav Kulíšek

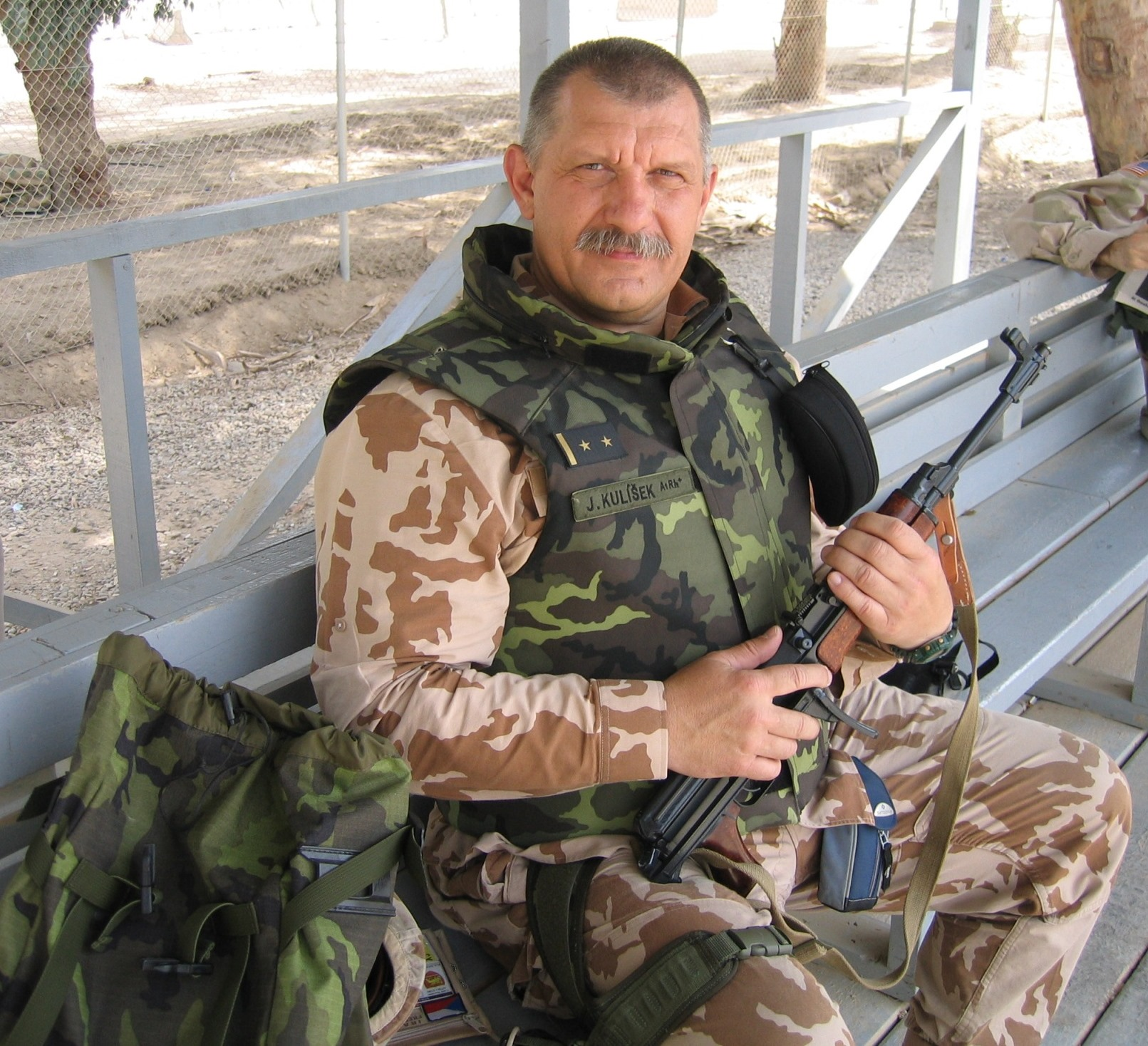
plk. Ing. Jaroslav Kulíšek s balistickou ochranou a s útočnou puškou - samopalem sa-vz-58 sklopka

Jaroslav Kulíšek (* 22. července 1953 Krnov) je plukovník Armády České republiky v záloze a válečný veterán, jenž se stal známý útěkem ze zajetí během pozorovatelské mise v Gruzii.

## Život
Kulíšek se vyučil strojním zámečníkem a poté se přihlásil do armády, vystudoval VVŠ PV ve Vyškově a VAAZ v Brně.
V roce 1996 bylo v rámci reorganizace armády zrušeno jeho místo, a proto se přihlásil na pozici vojenského pozorovatele. Podle původního plánu se měl zúčastnit mise v Iráku, avšak nakonec byl vyslán na neozbrojenou misi OSN UNOMIG, která sledovala dodržování mírové dohody mezi Gruzií a Abcházií po občanské válce. Na tuto misi nastoupil 21. října 1997.

### Zajetí a útěk v Gruzii

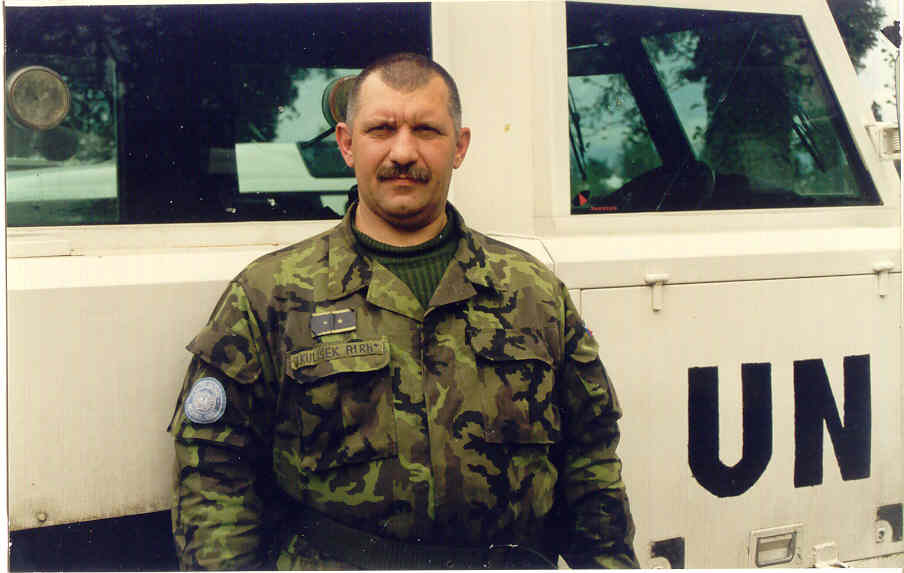
pplk. Ing. Jaroslav Kulíšek před vozidlem pozorovatelské mise OSN UNOMIG v průběhu svého nasazení v Gruzii v roce 1997. Na pravém rameni umístěn modrý znak mise OSN.

Dne 19. února 1998 byla stanice v Zugdidi přepadena skupinou ozbrojenců a čtyři pozorovatelé OSN, Jaroslav Kulíšek, Švéd Mårten Mölgård a Uruguayci Julio Navas a Ronald García, byli zajati a převezeni do vesnice Džichaškari západně od Zugdidi. Únosci, které vedl Goča Esebua a jeho zástupce Suri Schonia, patřili ke stoupencům svrženého prezidenta Zviada Gamsachurdii. Jejich požadavky bylo zahájení vyjednávání s gruzínskou vládou, stažení ruských sil z Gruzie a propuštění podezřelých z neúspěšného atentátu na prezidenta Eduarda Ševardnadzeho, ke kterému došlo 9. února 1998.
Kulíšek se díky znalosti ruštiny jako mluvčí zajatců dorozumíval s únosci. Rozběhla se intenzivní vyjednávání se zástupci gruzínského parlamentu a vlády a OSN. O události podrobně informovala média, zajatce a únosce navštěvovali novináři, například Petra Procházková. Gruzínský parlament v reakci na únos schválil nový zákon proti terorismu.
Dne 22. února byl propuštěn Navas, 25. února po půlnoci Mölgård a během dne pak García. Stejný den zmizel z obklíčeného domu Goča. Zbylí únosci neměli představu o dalším postupu. Kulíšek byl uvězněn sám v místnosti, ale podařilo se mu kapesním nožem odstranit zámek na okenních mřížích a uprchnout. Přes den se skrýval v čajovníkové plantáži a po setmění se vydal na pochod. Ve tmě ztratil orientaci a dostal se zpátky do Džichaškari, kde se mezitím únosci vzdali.
Ministr obrany Kulíškovi předal 11. března 1998 vyznamenání Za statečnost. Po mimořádné dovolené se Kulíšek do Gruzie vrátil 26. března.

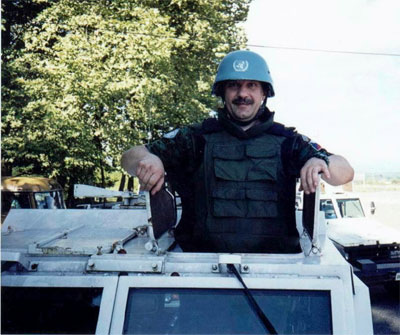
pplk. Ing. Jaroslav Kulíšek v roce 1998 v Gruzii pozorovatelská mise OSN UNOMIG. Kompletní balistická ochrana příslušníka nebezpečné mise OSN včetně přilby.

### Další působení
V letech 2000–2001 Kulíšek působil rok opět v Gruzii. Kromě toho se zúčastnil v bývalé Jugoslávii mise SFOR, mise v Iráku a Demokratické republice Kongo (mise EUFOR RD Congo).
V současnosti[kdy?] pracuje jako civilní zaměstnanec Velitelství pro operace.

## Ocenění
- Cena města Olomouce (1997)[1]